# Чемпионат мира по хоккею с шайбой среди юниорских команд
Чемпионат мира по хоккею с шайбой среди юниоров (игроков не старше 18 лет) — ежегодное соревнование, организуемое Международной федерацией хоккея на льду с 1999 года.

## История турнира
В 1967 году был впервые проведён международный турнир сборных юниоров восьми стран, организованный по инициативе Федерации хоккея СССР и Чехословацкого хоккейного союза — турнир стал предшественником юношеского чемпионата Европы, который стал проводиться под эгидой ИИХФ. Первые 9 турниров играли хоккеисты до 19 лет, а начиная с 1977 года спортсмены до 18 лет продолжили разыгрывать чемпионат Европы для юниоров. Хоккеисты в возрастной категории до 20 лет, начали разыгрывать Чемпионат мира по хоккею с шайбой среди молодёжных команд.
В 1998 году прошёл последний чемпионат Европы, победителем которого стала сборная Швеции. Команды, игравшие в главном турнире
европейского первенства, сборные Швеции, Финляндии, России, Чехии, Швейцарии, Словакии, Украины и Норвегии, победитель группы В чемпионата Европы 1998 команда Германии и сборная США, разыграли первый чемпионат мира по хоккею с шайбой для хоккеистов до 18 лет. Первым победителем стала сборная Финляндии.

## Регламент турнира
Чемпионат среди мужских команд проводится по системе с разделением на 4 дивизиона — А (высший), 1, 2 и 3. В каждом дивизионе проводится самостоятельный турнир. Между дивизионами происходит ежегодная ротация команд — лучшие команды переходят в более высокий дивизион, худшие выбывают в более низкий. Победитель турнира в дивизионе А объявляется чемпионом мира.

## Призёры чемпионатов мира
| Год  | Чемпион                             | 2-е место                           | 3-е место                           | Место и страна проведения           |
| ---- | ----------------------------------- | ----------------------------------- | ----------------------------------- | ----------------------------------- |
| 1999 | Финляндия (1)                       | Швеция (1)                          | Словакия (1)                        | Кауфбойрен / Фюссен                 |
| 2000 | Финляндия (2)                       | Россия (1)                          | Швеция (1)                          | Вайнфельден / Клотен                |
| 2001 | Россия (1)                          | Швейцария (1)                       | Финляндия (1)                       | Лахти / Хейнола / Хельсинки         |
| 2002 | США (1)                             | Россия (2)                          | Чехия (1)                           | Трнава / Пьештяни                   |
| 2003 | Канада (1)                          | Словакия (1)                        | Россия (1)                          | Ярославль                           |
| 2004 | Россия (2)                          | США (1)                             | Чехия (2)                           | Минск                               |
| 2005 | США (2)                             | Канада (1)                          | Швеция (2)                          | Пльзень / Ческе-Будеёвице           |
| 2006 | США (3)                             | Финляндия (1)                       | Чехия (3)                           | Хальмстад / Энгельхольм             |
| 2007 | Россия (3)                          | США (2)                             | Швеция (3)                          | Раума / Тампере                     |
| 2008 | Канада (2)                          | Россия (3)                          | США (1)                             | Казань                              |
| 2009 | США (4)                             | Россия (4)                          | Финляндия (2)                       | Фарго                               |
| 2010 | США (5)                             | Швеция (2)                          | Финляндия (3)                       | Бобруйск / Минск                    |
| 2011 | США (6)                             | Швеция (3)                          | Россия (2)                          | Криммичау / Дрезден                 |
| 2012 | США (7)                             | Швеция (4)                          | Канада (1)                          | Брно / Зноймо / Бржецлав            |
| 2013 | Канада (3)                          | США (3)                             | Финляндия (4)                       | Сочи                                |
| 2014 | США (8)                             | Чехия (1)                           | Канада (2)                          | Лаппеэнранта / Иматра               |
| 2015 | США (9)                             | Финляндия (2)                       | Канада (3)                          | Цуг / Люцерн                        |
| 2016 | Финляндия (3)                       | Швеция (5)                          | США (2)                             | Гранд-Форкс                         |
| 2017 | США (10)                            | Финляндия (3)                       | Россия (3)                          | Попрад / Спишска-Нова-Вес           |
| 2018 | Финляндия (4)                       | США (4)                             | Швеция (4)                          | Челябинск / Магнитогорск            |
| 2019 | Швеция (1)                          | Россия (5)                          | США (3)                             | Эрншёльдсвик / Умео                 |
| 2020 | отменён из-за пандемии коронавируса | отменён из-за пандемии коронавируса | отменён из-за пандемии коронавируса | отменён из-за пандемии коронавируса |
| 2021 | Канада (4)                          | Россия (6)                          | Швеция (5)                          | Фриско / Плейно                     |
| 2022 | Швеция (2)                          | США (5)                             | Финляндия (5)                       | Ландсхут / Кауфбойрен               |
| 2023 | США (11)                            | Швеция (6)                          | Канада (4)                          | Базель / Поррантрюи                 |
| 2024 | Канада (5)                          | США (6)                             | Швеция (6)                          | Эспоо / Вантаа                      |
| 2025 | Канада (6)                          | Швеция (7)                          | США (4)                             | Фриско / Аллен                      |

## Общее количество медалей по странам
| № | Страна    | Золото | Серебро | Бронза | Всего медалей |
| - | --------- | ------ | ------- | ------ | ------------- |
| 1 | США       | 11     | 6       | 4      | 21            |
| 2 | Канада    | 6      | 1       | 4      | 11            |
| 3 | Финляндия | 4      | 3       | 5      | 12            |
| 4 | Россия    | 3      | 6       | 3      | 12            |
| 5 | Швеция    | 2      | 7       | 6      | 15            |
| 6 | Чехия     | 0      | 1       | 3      | 4             |
| 7 | Словакия  | 0      | 1       | 1      | 2             |
| 8 | Швейцария | 0      | 1       | 0      | 1             |